# (15410) 1997 YZ
1997 واي زد (ويعرف أيضًا باسم (15410) 1997 واي زد وفق تسمية الكوكب الصغير) (بالإنجليزية: 1997 YZ)‏ هو كويكب ضمن حزام الكويكبات؛ وترتيبه 15410 من حيث الاكتشاف.
اكتُشف هذا الجُرم الفلكي بواسطة Frank B. Zoltowski ‏ في 19 ديسمبر 1997.

## وصلات خارجية
- (15410) 1997 YZ في قاعدة بيانات مختبر الدفع النفاث لأجرام النظام الشمسي الصغيرة

- الاكتشاف · مخطط المدار ·  العناصر المدارية · المعلمات المادية

- (15410) 1997 YZ على موقع ويكي سكاي: DSS2, SDSS, GALEX, IRAS, Hydrogen α, X-Ray, Astrophoto, Sky Map, Articles and images